# Golos Truda
Golos Trudá (en ruso, Голос Труда, es decir La voz del trabajo) fue un periódico anarcosindicalista de Rusia.
Fue fundado por exiliados rusos en Nueva York en 1911, y se mudó a Petrogrado durante la Revolución Rusa de 1917, cuando sus editores aprovecharon la amnistía general y la posibilidad de retorno que entonces se abrió a los disidentes políticos del zarismo. Desde entonces el periódico se integró en el naciente movimiento anarcosindicalista, proclamando la necesidad de una revolución social protagonizada por los trabajadores mismos, enfrentándose así a otros movimientos y partidos revolucionarios de izquierda, en especial a los mencheviques y bolcheviques.
El acceso al poder de los bolcheviques de Lenin dio un vuelco a la situación del periódico (y del movimiento anarquista ruso en general) ya que se incrementaron las medidas represivas gubernamentales hacia los disidentes. El periódico fue clausurado y volvió a editarse esporádicamente. El grupo editor del Golos Trudá -que contó entre sus miembros a Efim Yarchuk, Volin, Gregori Maximov, Maksim Rayevsky, Vladímir Shátov, Alexander Schapiro y Vasya Swieda- continuó editando literatura anarquista con un perfil bajo, hasta que fue clausurado definitivamente en 1929, durante la represión estalinista.

## Inicios
Tras la represión de la Revolución Rusa de 1905 y el exilio de los disidentes políticos del Imperio Ruso, la prensa escrita en idioma ruso en Nueva York disfrutó de un renacimiento. Entre las publicaciones en ciernes surgieron una serie de periódicos y revistas políticas y sindicales, entre las que se incluía Golos Trudá, que comenzó a publicarla mensualmente la Unión de Trabajadores de Rusia en los Estados Unidos y Canadá (Union of Russian Workers in the United States and Canada) en esa ciudad en 1911. El periódico adoptó la ideología anarcosindicalista, una fusión del sindicalismo y la filosofía anarquista que había salido del Congreso Internacional Anarquista de Ámsterdam (1907) y que llegó a América del Norte a través de la influencia de la IWW. Los anarcosindicalistas rechazaban lucha política de orientación estatal, proponiendo en cambio a los sindicatos como agentes revolucionarios que producirían una sociedad anarquista protagonizada principalmente por colectivos de trabajadores. 
Al estallar la Revolución Rusa de 1917, el gobierno provisional ruso declaró una amnistía general y se ofreció a financiar el retorno de los rusos que habían sido exiliados por ser opositores políticos del zarismo. Todo la plantilla completa que editaba Golos Trudá se trasladó de Nueva York a Petrogrado para continuar editándolo allí. En Vancouver el 26 de mayo de 1917, los editores, junto con el artista Manuel Komroff y otras trece personas, abordaron un barco con destino a Japón, de allí pasaron a Siberia y llegando finalmente a la Rusia europea.

## Publicación en Rusia
Aunque al principio los bolcheviques no habían gozado de mucha popularidad tras la Revolución de febrero -con el primer ministro social- revolucionario Aleksandr Kérenski manteniendo el apoyo suficiente para reprimir un intento de golpe de Estado perpetrado en julio- aprovecharon el desorden y el colapso económico de la sociedad rusa, las masivas huelgas y el asunto Kornílov para aumentar su popularidad -y en última instancia controlar- los soviets-. Volin lamentaba la brecha de casi seis meses existente entre la Revolución de Febrero y el lanzamiento de Golos Trudá en Rusia, considerándolo como "un gran retraso irreparable para los anarquistas", ya que ahora enfrentarían una tarea difícil, con la mayoría de los trabajadores que ya habían sido ganados por el poderoso y consolidado Partido Bolchevique, cuya propaganda había empequeñecido la de los anarquistas.
En Petrogrado, la tarea de iniciar la publicación fue apoyada por la naciente Unión para la Propaganda Anarcosindicalista, y el nuevo papel del movimiento local anarcosindicalista. Su personal editorial incluía a Maxim Rayevsky, Vladímir Shátov (linotipista), Volin, Gregori Maksímov, Aleksandr Shapiro, y Vasya Swieda.
El primer número se publicó el 11 de agosto de 1917 (como semanario), con un editorial en la que se declaraba su firme oposición a las tácticas y programas de los bolcheviques, mencheviques, social-revolucionarios de izquierda, social-revolucionarios de derecha y otros, afirmando que la concepción de la acción revolucionaria de los anarcosindicalistas no se parecía a la de los socialistas. Declaraba que su objetivo principal era hacer una revolución que sustituyera al Estado por una confederación libre de sindicatos autónomos, "sindicatos industriales, comités de fábrica, comisiones de control y similares, en todos los lugares del país". Esta revolución sería "anti-estatista en sus métodos de lucha, sindicalista en su contenido económico, y federal en sus tareas políticas". Ponían sus mayores esperanzas en los comités de fábrica, que habían surgido de forma espontánea en todo el país tras la Revolución de Febrero.
Las primeras ediciones contenían lo que Volin más tarde describió como "artículos claros y definidos sobre la forma en que los anarcosindicalistas concebían las tareas constructivas de la revolución por venir", citando como ejemplos "una serie de artículos sobre el papel de las comisiones de fábrica; artículos sobre las tareas de los Soviets, y otros sobre la manera de resolver el problema agrario, acerca de la nueva organización de la producción, y sobre el intercambio". Publicó numerosos artículos sobre la huelga general, así como sobre las bolsas de trabajo en Francia y los Sindicatos. El periódico comenzó a publicarse diariamente durante 3 meses luego de la Revolución de Octubre. En una serie de artículos, proclamó la necesidad de abandonar de inmediato la dictadura del proletariado bolchevique, y de permitir a los trabajadores la libertad sindical y de acción.
Aunque Golos Trudá criticó duramente a los anarcocomunistas de Petrogrado como románticos, ignorantes de las complejas fuerzas sociales de la Revolución entre los trabajadores fabriles de Petrogrado que apoyaban a los bolcheviques, las ideas de la Unión y su periódico se consideraban extrañas y obtuvieron poco éxito inicial. A pesar de ello, el sindicato anarcosindicalista persistió y fue acrecentando su grado de influencia, enfocando sus esfuerzos a través de la propaganda en Golos Trudá, con la intención de captar la atención del público con sus ideales y diferenciándose de las otras facciones radicales. La circulación del periódico siguió aumentando en la ciudad y las provincias, con fuertes colectivos anarcosindicalistas y actividades públicas en Kronstadt, Obújovo y Kólpino. En marzo de 1918, los bolcheviques trasladaron la sede del gobierno de Petrogrado a Moscú, y los anarquistas en seguida trasladaron la imprenta de Golos Trudá a la nueva capital.

## Represión y prohibición
El 17 de noviembre de 1917, el Comité Central Ejecutivo del Congreso de los Soviets emitió un decreto que concedía a los bolcheviques el control sobre toda la de prensa y la potestad para cerrar periódicos disidentes. Después de la supresión de Golos Trudá por el gobierno bolchevique en agosto de 1918, Maksímov, Dolenko y Yartchuk fundaron Volny Golos Trudá (La Voz Libre de Trabajo). En el 10 º Congreso del Partido Comunista de Rusia en marzo de 1921, el líder bolchevique Vladimir Lenin declaró la guerra a la pequeña burguesía y, en particular a los anarcosindicalistas, lo cual tuvo consecuencias inmediatas: la Cheka cerró los locales de edición e impresión de Golos Trudá en Petrogrado, así como la librería del diario en Moscú, donde todos habían sido arrestados con excepción de media docena de anarquistas.
A pesar de la prohibición de su periódico, el grupo Golos Trudá continuó, y emitió una edición final en forma de diario, en Petrogrado y Moscú en diciembre de 1919. Durante el período de la Nueva Política Económica (1921-1928), su librería y editorial en Petrogrado lanzó al público una serie de obras, incluida la publicación de las obras completas de prominente teórico anarquista Mijaíl Bakunin entre 1919 y 1922. Esta escasa actividad anarquista que el régimen toleraba terminó en 1929, tras la subida al poder de Iósif Stalin, y las librerías del grupo Golos Trudá en Moscú y Petrogrado se cerraron de forma permanente en medio de una abrupta y violenta ola represiva. El diario también fue suprimido por el Departamento Postal (Post Office Department) de los Estados Unidos, donde fue continuado por Jleb i Volia (Pan y Libertad), de amplia circulación, publicado por primera vez el 26 de febrero de 1919, que a su vez fue prohibido en los Estados Unidos y Canadá por su posición anarquista.
Victor Serge describió a Golos Trudá como el grupo anarquista con mayor peso en actividad durante 1917, "en el sentido de que era el único que poseía una especie de doctrina y una valiosa colección de militantes" que previeron que la Revolución de Octubre "solo podría terminar en la formación de un nuevo poder".